# São Gonçalo do Abaeté
São Gonçalo do Abaeté is een gemeente in de Braziliaanse deelstaat Minas Gerais. De gemeente telt 6.546 inwoners (schatting 2009).

## Aangrenzende gemeenten
De gemeente grenst aan Buritizeiro, João Pinheiro, Morada Nova de Minas, Tiros, Três Marias en Varjão de Minas.